# يوسف الرفاعي
السيد يوسف السيد هاشم السيد أحمد الرفاعي ، من مواليد 1932. من علماء الدين البارزين في الكويت ، شغل منصب وزير البريد والبرق والهاتف (وزارة الموصلات آنذاك) عام 1964 ثم عين وزيرا للدولة لشؤون مجلس الوزراء ورئيسا للمجلس البلدي ورئيسا لمجلس التخطيط من 1965 إلى 1970 وذلك بجانب استمراره كعضو منتخب في مجلس الأمة الكويتي من عام 1963 إلى عام 1974 ، إضافة إلى نشاطه في مجال الدعوة الإسلامية ، وهو والد كل من السيد يعقوب السيد يوسف الرفاعي المدير العام لمعهد الدراسات المصرفية والمدير العام السابق للهيئة العامة للتعليم التطبيقي والتدريب ، وكذلك والد المستشار محمد الرفاعي.

## مؤهلات وخبرات
- تخرج من كلية الآداب قسم التاريخ بجامعة الكويت عام 1970. بدأ حياته الوظيفية بإدارة الجوازات والإقامة والسفر عام 1949 ثم أصبح رئيس إدارة الإقامة والسفر.
- كان له دور بارز في الإعلام الإسلامي سواء في التلفزيون أو الإذاعة أو الصحف المحلية ومشاركات في الندوات العامة والمؤتمرات الإسلامية العالمية، وشغل منصب عضو المكتب التنفيذي لمؤتمر العالم الإسلامي بكراتشي، ثم أصبح نائب رئيس المؤتمر حتى نهاية 1992.
- أسس معهدا دينيا شرعيا لتدريس العلوم العربية والشرعية بجانب العلوم الأخرى على منهج المعاهد الأزهرية اسمه (معهد الإيمان الشرعي) بمنطقة (المنقف) بدولة الكويت يضم المراحل الثلاث: الابتدائية – المتوسطة – الثانوية. كما أسس (الاتحاد العالمي الإسلامي للدعوة والإعلام) مع عدد من الشخصيات الإسلامية ومركزه (لاهور – باكستان) وأسس (الجمعية الكويتية لمساعدة مسلمي بنجلاديش) 1980، والتي قامت بإنشاء عدة مشاريع دينية من مساجد ومدارس ومستشفيات في بنغلاديش، ولا تزال مستمرة في أعمالها الخيرية، وأسس مجلة (البلاغ) وهي أول مجلة إسلامية أسبوعية سياسية في الكويت والجزيرة والخليج العربي ولا تزال تصدر حتى اليوم لخدمة الدين الحنيف، وأسند رئاسة تحريرها لصديقه الأستاذ عبد الرحمن الولايتي الذي أصبح مالكا لها فيما بعد وكذلك أسس (جريدة السياسة) اليومية حاليا وكانت أسبوعية قبل ذلك.
- ترأس لجنة (الأقليات المسلمة) في مؤتمر العالم الإسلامي في باكستان. من أبرز إنجازاته أثناء فترة عضويته في مجلس الأمة، قيادة إخوانه النواب لإصدار قانون (منع الخمر) في الكويت ، والوقوف في وجه الاختلاط داخل الجامعة والمدارس ومقاومة كل ما يمس الإسلام والمسلمين.

## كتبه
- الصوفية والتصوف في ضوء الكتاب والسنة
- خواطر في السياسة والمجتمع
- أدلة أهل السنة والجماعة المسمى (الرد المحكم المنيع)
- سيرة وترجمة الإمام السيد أحمد الرفاعي مؤسس الطريقة الرفاعية - مؤلف مع الشيخ السيد مصطفى الرفاعي الندوي
- نصيحة لإخواننا علماء نجد

## مشاركته في انتخابات مجلس الأمة
- شارك في انتخابات مجلس الأمة الكويتي 1963 في الدائرة الأولى وحصل على 734 صوت وحصل على المركز الخامس وفاز بالانتخابات [2]
- شارك في انتخابات مجلس الأمة الكويتي 1967 في الدائرة الأولى وحصل على المركز الأول بـ1226 صوت وفاز بالانتخابات [3]
- شارك في انتخابات مجلس الأمة الكويتي 1971 في الدائرة الأولى وحصل على المركز الثاني بـ881 صوت وفاز بالانتخابات [4]
- شارك في انتخابات مجلس الأمة الكويتي 1975 في الدائرة السادسة وحصل على المركز الثامن بـ512 صوت وخسر بالانتخابات [5]
- شارك في انتخابات مجلس الأمة الكويتي 1981 في الدائرة الخامسة، وحصل على المركز الثامن بـ101 صوت وخسر بالانتخابات.[6]

## وفاته
- توفي في عام 2018 بعد صراع طويل مع المرض.

## مقالات ذات صلة
- محمد عبد الغفار الشريف
- محمد علوي المالكي
- أحمد كفتارو
- محمد سعيد رمضان البوطي
- محمد متولي الشعراوي
- عمر بن حفيظ
- علي الجفري
- عبد الله فدعق
- محمد صلاح الدين المستاوي